# Родина Лазурських

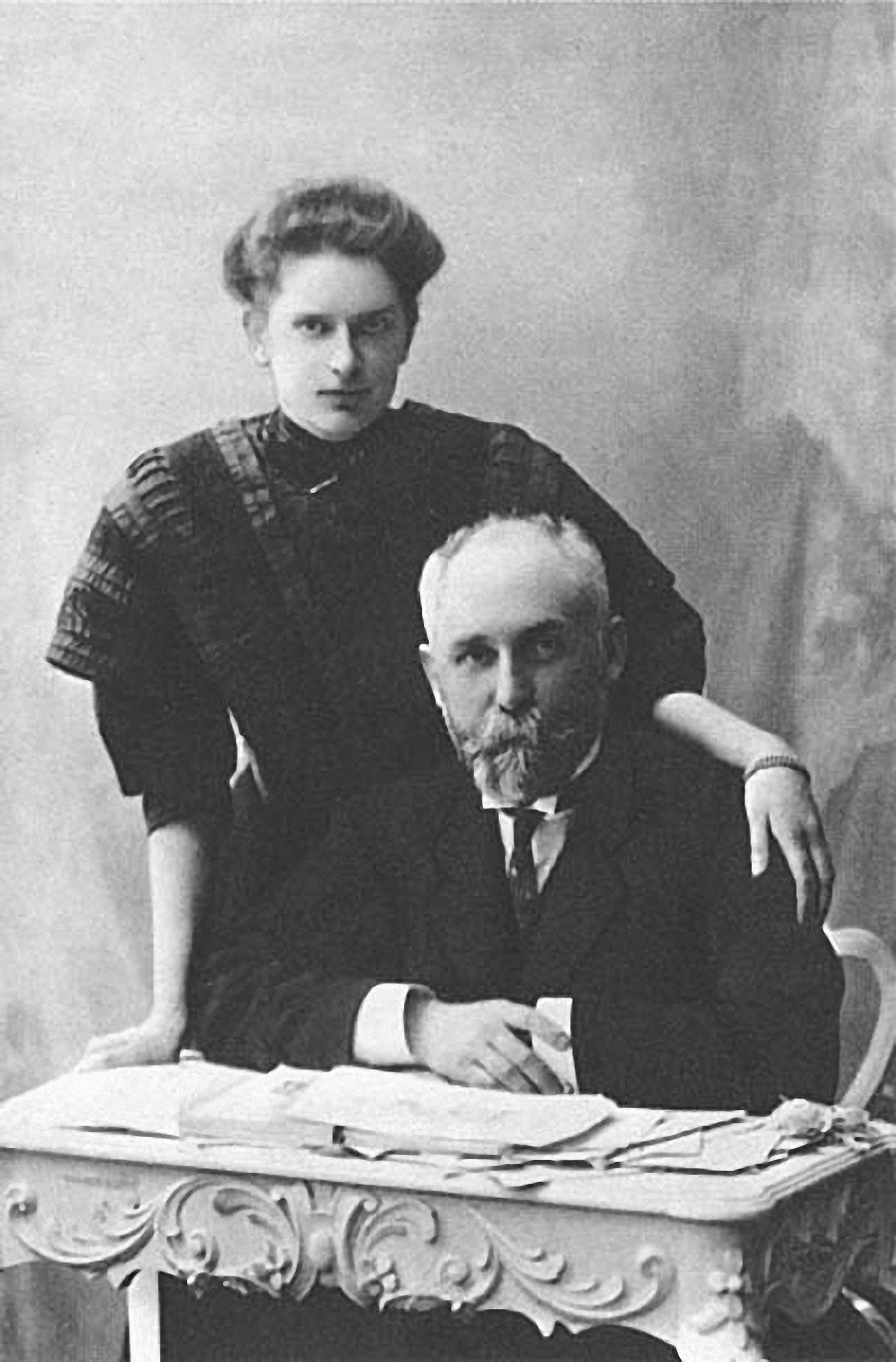
Подружжя Наталя і Володимир Лазурські. Одеса, 1908 рік

Родина Лазу́рських — знана родина яскравих представників української інтелігенції Одеси першої половини ХХ століття — професора Новоросійського університету (НУ), викладача Одеських вищих жіночих курсів (ОВЖК), Одеського інституту народної освіти Володимира Федоровича Лазурського (1869—1947)та акторки Одеського драматичного театру, викладачки української мови в Одеському жіночому ін-ті, театрального критика Наталі Михайлівни Лазурської (Богомолець-Лазурської) (1880—1958).
Родина Лазурських стала генератором і осердям культурно-духовного життя тогочасного міста, проте історія славетного роду Лазурських відома лише поверхово.

## Лазурський Володимир Федорович

Володимир Лазурський. 1907 рік

Володимир Лазурський народився 8 липня 1869 р. в місті Переяславі Полтавської губернії (нині місто Київської області) в родині протоієрея Федора Лазурського.
Старший брат Володимира Олександр Федорович Лазурський згодом став видатним психологом, зокрема, дослідником психології творчості.
Володимир Лазурський згадував, що в 1860-х роках батько захоплювався українською поезією. Родинним лікарем був колишній лікар Т. Г. Шевченка Андрій Козачковський. Гостюючи в родичів у селі біля Гадяча, В. Лазурський разом з іншими дітьми співав українські пісні. Пізніше придбав збірник українських пісень, виданий Є. Фесенком в Одесі в 1908 р., і з'ясував, що він знає 35 із 101 опублікованих у збірнику творів.
Пристрасна любов до поезії й музики зміцніла під час навчання В. Лазурського (1888—1892 рр.) на історико-філологічному факультеті Московського університету. Він згадував, що вчився успішно, однак мріяв про літературну кар'єру. Провідну роль у становленні особистості В. Лазурського відіграв видатний літературознавець Микола Стороженко. Під час навчання в «аспірантурі» у М. І. Стороженка Володимир Лазурський досліджував історію англійської журналістики XVIII сторіччя й викладав у кількох московських гімназіях. Брав також активну участь у діяльності молодіжно-літературного гуртка. Серед поважних його московських приятелів був поет Валерій Брюсов. Згодом познайомився з письменниками І. Буніним та К. Чуковським.
Важливим моментом в московському періоді життя Володимира Лазурського було вчителювання в родині Льва Толстого в Ясній Поляні. В останні роки XIX ст. В. Лазурський опублікував чимало літературознавчих статей, рецензій та оглядів.
У 1901 році Володимир Лазурський розпочав викладацьку кар'єру на посаді приват-доцента кафедри західноєвропейської літератури історико-філолологічного факультету НУ. До 1920 р. у стінах НУ він викладав курси з історії середньовічної літератури, літератури ренесансу і неокласицизму, літератури XVIII ст., Англійської літератури XVII—XVIII ст., досліджував творчість Шекспіра, Шіллера, Байрона. З відкриттям Одеських Вищих жіночих курсів В. Лазурський проявив себе як досвідчений викладач навчального закладу, де він тривалий час обіймав посаду секретаря професорської Ради.
У 1908 р. він одружується зі студенткою історико-філол. факультету ОВЖК Наталею Богомолець, двоюрідною сестрою українського академіка Олександра Богомольця.

## Лазурська Наталя Михайлівна
Наталя Михайлівна народилася 9 листопада 1880 р. в селі Лихачівка (звідси її сценічний псевдонім — «лихачівська») Козелецького повіту Чернігівської губернії в сім'ї дворянина Михайла Михайловича Богомольця та Юлії Ісаївни. У 1890-х роках родина жила в Кишиневі, де М. Богомолець працював на посаді керівника акцизними зборами Бессарабської губернії. В 1894—1898 рр. Наталя навчалася в кишинівській гімназії. Спогади й листування Н. Лазурської переконливо свідчать, що її родина наприкінці XIX сторіччя була глибоко пройнята любов'ю до української культури, а особливо театру. Вона згадувала, що жила театром із п'ятирічного віку. Близьким другом сім'ї Богомольців була їхня землячка Марія Заньковецька. Ще в 1890-х роках Наталя стала найкращою подругою М. Заньковецької, листувалася з нею (характерно, що в архіві М. Заньковецької, який зберігається в київському музеї театрального, музичного й кіномистецтва, є понад 200 листів Н. Лазурської до М. Заньковецької). У 1894 р. вона вперше побачила славетну акторку на сцені і була вражена її грою. У родині Лазурських часто гостював Марко Кропивницький, який поділяв Наталчине захоплення українським театром і переймався її мрією про театральну кар'єру. Вона також спілкувалася з Миколою Садовським, Онисимом Сусловим, Петром Карпенком, Панасом Саксаганським. Саме М. Заньковецька напоумила Володимира Лазурського одружитися з її підопічною. До самої смерті Володимира Федоровича родина Лазурських проживала в Одесі за адресою: вулиця Ольгіївська 17, пом. 25. Наталя Лазурська кілька разів грала у складі української трупи під псевдонімом «лихачівська» разом із Марією Заньковецькою (роль Дарини у виставі «Ой не ходи Грицю, та й на вечорниці», Марусі — в «Лимерівні», Катерини — в «Не так сталося, як гадалося»). Із молодою акторкою репетирувала особисто М. Заньковецька. На шпальтах одеських часописів і на сторінках «Известий Одесского библиографического общества при НУ» в 1910-х роках з'явилася низка статей Лазурських про М. Заньковецьку та український театр загалом. Особливо багато на цю тему (близько 30 статей) опублікувала Наталя Лазурська в «Одеському листку», зокрема, під псевдонімом «Невидимка». Вона не лише висвітлювала талант українських акторів, а й дорікала українцям за слабке відстоювання інтересів рідної культури.
Докладніше — див. статтю Богомолець-Лазурська Наталя Михайлівна.

## Професійна та громадська діяльність подружжя Лазурських
В НУ Володимир Лазурський входив до складу комісії з присудження премій І. Вучіни при історико-філологічному факультеті НУ, яка в 1916 р. дозволила висувати на конкурс п'єси українською мовою. Володимир і Наталя Лазурські були членами Одеської української «Просвіти», членом якої був також Амвросій Ждаха. Н. Лазурська, зокрема, декламувала там українську поезію.
Ліберальні погляди В. Лазурського ускладнили його кар'єру в правоконсервативному за складом професорів НУ. Хоча в 1909 р. він захистив у Московському університеті магістерську дисертацію, до 1917 р. він лишався приват-доцентом. У своїх спогадах В. Лазурський писав, що віддушину від університетських чвар він знайшов в «Товаристві південноросійських художників». Характерно, що одним із членів цього товариства був А. Ждаха. У когорту одеських художників викладача НУ увів поет і письменник Олександр Митроф. Федорів. Він попрохав В. Лазурського прочитати для його знайомих уривки зі своїх щоденників про Л. Толстого. У квартирі О. Федоріва В. Лазурський познайомився з художником Петром Нілусом, який запросив його додому до свого друга Євгена Йосиповича Буковецького, де проживав тоді П. Нілус.
У мемуарах В. Лазурського яскраво описаний побут одеських художників початку ХХ ст. Художники збиралися в неділю у великому помешканні Є. Буковецького о 17:00. За столом було 9 персон: господар, П. Нілус, В. Лазурський та інші гості. Присутні музикували, розглядали картини, журнали, грали у шахи. О 23-й годині вони йшли, але на Дерибасівській зупинялися випити квасу. Художники також збиралися в ресторації на Ланжеронівській, де кожен платив сам за себе. Говорили виключно про мистецтво і стежили, щоб розмова велася на загальну для всіх тему. В іншому випадку лунали вимоги «змінити платівку». За спостереженнями В. Лазурського, більшість «четвергівців» зверталися один до одного на ти, їх пов'язувала справжня дружба. Як правило, збори були жвавими і дуже цікавими. «Потрапляючи в середовище художників, я занурювався в атмосферу загальної талановитості, безтурботної простодушності та дитячої жаги вдоволення», — зазначав професор.
Саме в четвер він познайомився з відомим художником Т. Дворніковим. Володимир Лазурський згадував, що товариші дуже любили Тита Яковича Дворнікова і охрестили його «чорноземною силою». Він був обдарованим і дивовижно скромним художником. В. Лазурський відзначав його невтомну енергію й приємну натуру. У спогадах він також висловлював свої враження про трьох інших художників: П. Нілуса, Є. Буковецького і К. Костанді. В. Лазурському дуже імпонував Петро Нілус, але він помітив, що «сите забезпечене життя, безперечно, заколисувало талант Нілуса. Він пізно вставав, розхлябувався й опускався. Я дуже любив його в хвилини покаяння і самокатування, але у нього забракло волі виборсатися із всепоглинаючого достатку». Про теплі взаємини між професором і Петром Нілусом свідчать листи П. Нілуса до В. Лазурського, які зберігаються нині в особистому архівному фонді останнього в одному з київських архівів.
В Євгена Буковецького, на думку В. Лазурського, врівноваженість, спокій переважали над обдарованістю. «Він багато читав, добре грав на роялі. Незважаючи на повсякчасну працю над собою, він мало просувався вперед, все ті ж рудуваті тони, різкі форми, розумова сухуватість», — згадував професор. Серед іншого Є. Буковецький намалював 2 портрети В. Лазурського, 2 — його дружини та 1 — тещі. Мемуарист-Лазурський залишив проникливий образ найталановитішого з одеських художників Киріака Костанді. Як згадує В. Лазурський, літній К. Костанді рідко зважав на четверги, але всяка його присутність оточувалася любов'ю й повагою. Він вражав як своїм талантом, так і скромністю. В. Лазурському закарбувався в пам'ять епізод, коли після важкої небезпечної хвороби своєї дружини він зайшов разом із художником Егіз на дачу до К. Костанді біля Великофонтанського монастиря. Він угледів художника, який з любов'ю тримав гілку в руках, оточений дітьми. Такою ж любов'ю й теплом віяло від нього і його полотен.
Лібералізація суспільного життя під час Лютневої революції 1917 р. принесла В. Лазурському довгоочікувані позитивні зміни. Він здобув звання екстраординарного професора (в жовтні 1918 р. його обрали ординарним професором, хоча він так і не встиг захистити докторську дисертацію) і навіть був обраний проректором НУ.

Наталя Богомолець-Лазурська з дітьми Олександром і Вадимом. 1907 рік

У період революції 1917—1918 рр. Лазурські приділяли значну увагу театральній царині та мистецтвознавчій сфері. Найбільш помітним заходом Лазурських було заснування в Одесі 30 листопада 1917 «Українського художнього товариства ім. Марії Заньковецької», почесним членом якого стала сама М. Заньковецька. В Одеському окружному суді товариство було зареєстровано лише 20 березня 1918 р. Подавало себе як організація, що намагалася розвивати і популяризувати українське мистецтво у всіх його формах. За статутом товариство поділялося на літературну, драматичну, музичну і живописну секції. Основною формою діяльності товариства в скрутних матеріальних умовах була організація громадських зібрань. До кінця квітня 1918 р. товариство організувало два вечори: на честь ювілею М. Заньковецької в приміщенні одеської міської художньої школи та річниці Т. Шевченка — в консерваторії, а також взяло участь у загальноукраїнському святі одеської української громади на вшанування Т. Шевченка. Свого приміщення товариство не мало. На одному із зібрань В. Лазурський розповів історію українського театру. У травні 1918 р. товариство організувало «Вечір поезії Олександра Олеся». Наталя Лазурська згадувала, як за ініціативою одного з членів товариства О. М. Ганцової українські народні вистави відбувалися в с. Сичавці за 30 верст від Одеси. Одеське товариство надсилало в село драматургійні твори. У діяльності товариства брали участь українські артисти Вачинський і П. Васильківський.
Навесні 1918 р. Лазурські висловили ідею заснувати «Українську театральну студію» — другий заклад такого роду в Україні після Музично-драматичного інституту М. В. Лисенка в Києві. В одній з українських газет Одеси Наталя Лазурська опублікувала велику статтю, в якій серед іншого повідомляла, що «ми, українці, вважаємо своїм обов'язком втілити мрію Марії Заньковецької». Під час візиту до Одеси члена Київської театрального ради М. Антоновича подружжя заручилися його обіцянкою отримати субсидію від держави. Вона розглядала студію як важливий осередок для подальшого розвитку української культури в Одесі, колиску справжнього мистецтва. Одеська «Українська театральна студія» в складі драматичного і оперного відділів була названа на честь Марка Кропивницького. Її директором був обраний Володимир Лазурський. Наталя Лазурська стала студенткою студії (диплом про театральному освіту отримала в 1921 році). Паралельно В. Лазурський проводив лекції в Народному університеті й очолював (1919 р.) студентський літературний гурток при НУ. У вересні 1918 р. Н. Лазурська влаштувалася на посаду викладача української мови в Одеському жіночому інституті імператора Миколи І. У заяві вона зазначала, що як колишня слухачка курсів українознавства й уродженка Чернігівської губернії, вона належним чином володіє українською мовою і загальною філологічною підготовкою.
На посаді керівника студії В. Лазурський пробув 8 місяців. За спогадами одного із його студентів Володимир Мошинського, професор поставив студію на високий рівень університетського факультету театрального мистецтва з дворічним курсом навчання. Лекції відбувалися регулярно щодня, крім неділі, з 16 до 22 години, а іноді й до опівночі. Крім виконання адміністративних обов'язків, В. Лазурський викладав для студентів драматичного відділу українську літературу. Узявши за основу підручник Сергія Єфремова, він викладав значно ширше, а тому цікавіше. В. Мошинський згадував, що найбільшу увагу професор приділяв українській літературі нового часу, починаючи з І. Котляревського. Слідом за М. Грушевським і С. Єфремовим, В. Лазурський наголошував на значенні українських митців у розвитку національної свідомості. Особливу увагу він приділяв творчості Бориса Грінченка. У листі до М. Заньковецької професор згадує, що його дружину повністю поглинула діяльність студії і робить висновок, що «практика української театральної студії, яка тривала в Одесі близько року, переконує, що справа ця піде далі. Її треба лише налагодити належним чином».

Невідомий з інших джерел епізод із життя студії 1919—1920 років розкривається в спогадах В. Лазурського. Мемуарист свідчить, що після чергової появи в Одесі більшовиків улітку 1919 р. за сприяння глави народної освіти Одеси Аркадія Миколюка студію знову відкрили в гімназії Л. Ковальчука. В. Лазурського запросили завідувачем адміністративною частиною і викладачем історії театру, а актора Г. Горського — театральним керівником. На 1 курс прийняли близько 120 осіб, здебільшого малоосвічених вихідців із робітничого середовища. Їм охоче допомагало освічене жіноцтво. Серед викладацького складу були Л. Ковальчук (декламація), К. Бачинський (історія української літератури), Р. Волков (історія українського театру), М. Слабченко (мистецтво актора). Студія діяла майже безперервно за активної участі добровольців. Влітку 1920 р. ректором студії став М. Слабченко (досі відомі документи фіксували його директорство лише з лютого 1921 р.). В. Лазурський зазначав, що студія була перетворена в театральний інститут ім. М. Кропивницького. Свіжий струмінь до інституту внесли запрошені викладачі із молодого українського театру Ольга Городиська і Валерій Васильєв. З успіхом пройшли вистави українського, російського та західноєвропейського репертуарів, зокрема, «Іван Гус», «Панна Мара» і «Молода кров» (В. Винниченко), «Вишневий сад» (А. Чехов). З весни 1921 р. В. Лазурський викладав історію шекспірівського театру. Серед акторів В. Лазурський назвав М. Богданова, Н. Бублай, Г. Боровик, М. Жаданівського, Н. Іващенко, Н. Лазурську, Н. Лисицьку, В. Тищенко, П. Шамрай. Спогади чоловіка лаконічно доповнила Наталя Лазурська: «в студію і театр вкладено багато любові і справжніх чуттів до мистецтва». Таким чином, серед багатьох починань українських митців Одеси 1917—1920 рр. «Українська театральна студія» виявилася найбільш живучою, створивши базу для заснування Українського державного театру імені Т. Шевченка та Одеської державної музичної академії ім. А. В. Нежданової. У газеті «Молодая Украйна» Наталя Лазурська вітала успіхи українського театру, віддаючи належне і російським колегам. 

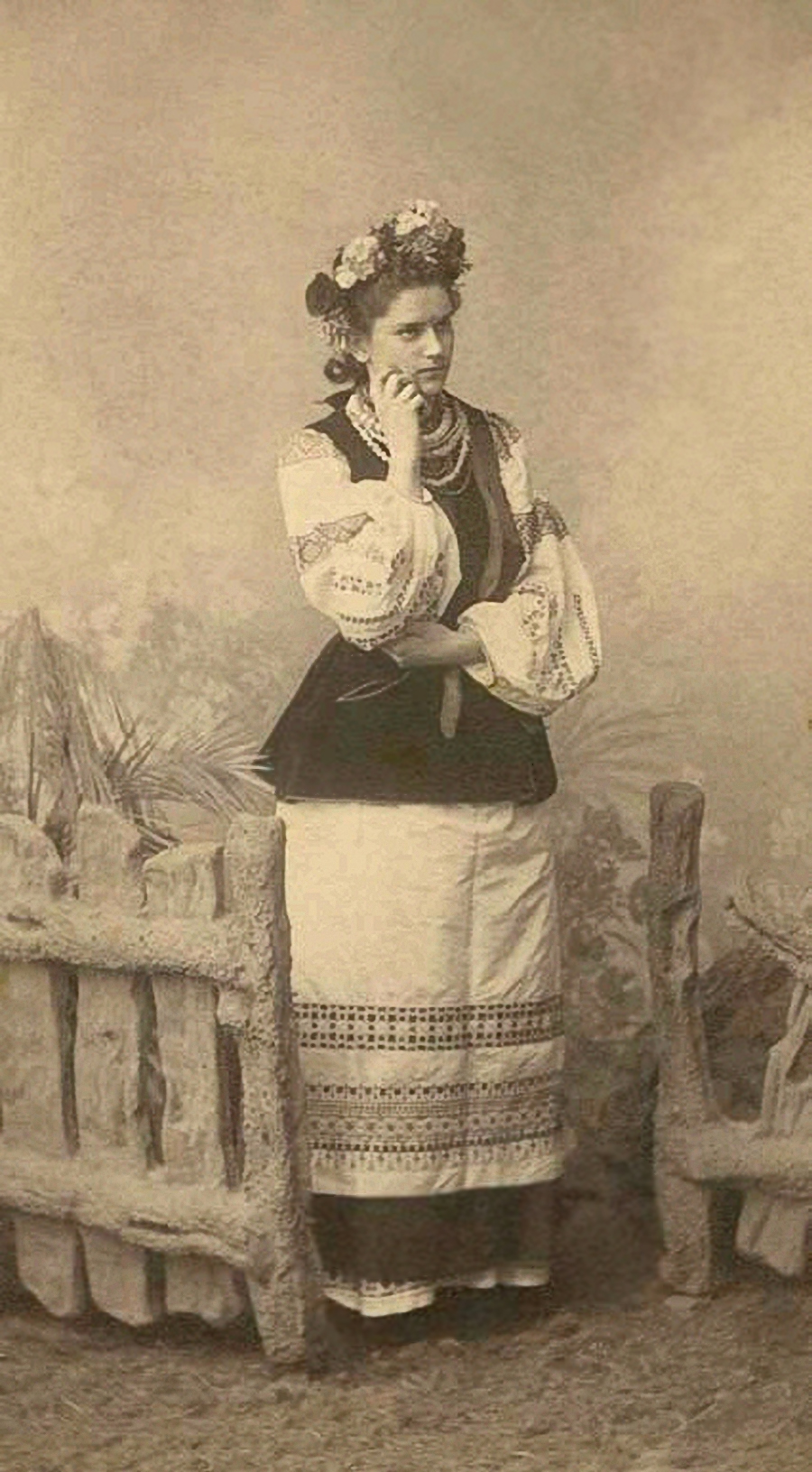
Наталя Богомолець-Лазурська у ролі «Марусі». Вистава «Лимерівна». 1900 рік

 У часописі «Одесская мысль» вона висловила думку, що основною причиною успіху українського театру є його народність, яка компенсує недоліки — низьку інтеліґентність більшості акторів і слабкий репертуар. На її думку, «мистецтво, тісно пов'язане із народом, буде розвиватися і вдосконалюватися, мов дерево із сильним здоровим корінням, котре утвердилося на благодатному ґрунті. Воно, природно, дає розкішне цвітіння і чудові плоди». Незважаючи на брак сценічних декорацій, скрутне матеріальне становище, автор вірив, що «український театр підійметься на гідний рівень».
Насадження більшовизму викликало невдоволення у принципово налаштованого проти марксизму й радянського соціалізму Володимира Лазурського. У листуванні 1920-х рр. він скаржився на брак культурних зв'язків із Заходом, обмеження свободи думки: «більшовики самі пізнають гіркоту злісної критики, яка відкидає будь-які заперечення». У 1923 р. він писав, що «їхній соціально-економічний метод нестерпний своєю вузькістю. Я пророкую, що марксизм, із нещадною жорстокістю і фанатичною вузькістю вдовбичуваний у Вищій школі, найближчим часом викличе бурхливу реакцію». Всупереч таким песимістичним настроям у 1920-х рр. В. Лазурський чимало зробив для культурного розвитку Одеси. В Одеському інституті народної освіти В. Лазурський вів українською мовою курси з історії всесвітньої літератури та історії української культури, енциклопедію німецької філології; в Одеській державній консерваторії — історію мистецтв і загальну естетику, в Інституті образотворчого мистецтва — історію всесвітньої літератури. Лазурський нагадав М. Заньковецькій, що на драматичному відділенні консерваторії він викладає історію українського театру, а також із пієтетом висловлювався про її значення, роль М. Кропивницького, Тобілевичів у розвитку української культури.
1923 року в листі до московського приятеля він писав: «я знаходжу умиротворення в музичних концертах і товаристві художників». В. Лазурський секретарював у мистецькому товаристві ім. К. Костанді, серед якого був А. Ждаха. У зв'язку з ювілеєм викладацької та наукової діяльності В. Лазурського члени товариства в 1926 р. назвали його «рідним в сім'ї художників». Н. Лазурська казала М. Заньковецькій, що в жовтні 1926 р. в будинку художника вшанували «Володю, якого дуже люблять».
У 1926 р. В. Лазурський зазначив, що стає літописцем художнього життя Одеси. Професор згадував свою фразу, сказані колись Н. Кондакову, що його так і тягне перейти до історії мистецтв. Він написав 5 друкованих аркушів «Історії українського театру». Нарис складався з 4 розділів: 1) стародавній період — Київський духовний театр, 2) від Котляревського до Кропивницького, 3) епоха Кропивницького, Старицького та Карпенка-Карого, 4) новітні течії в українській літературі. Однак, із друку історію українського театру завернули, як і монографію про К. Костанді, «Загальну естетику», українські переклади англійських письменників, статтю «Шекспір і Толстой» та мемуари. Як і раніше, пліч-о-пліч із чоловіком залишалася Наталя Лазурська, яка працювала в театрі і викладала українську мову. Н. Лазурська на початку 1920-х рр. в газеті «Силуети» опублікувала короткі спогади про М. Заньковецьку.
У 1923 р. В. Лазурського записали в етнографо-діалектичну секцію Одеської комісії краєзнавства при ВУАН. Він збирав матеріали для біографії М. Кропивницького, очолював підкомісію з укладання словника пропагандистів українського слова на Одещині. В 1925—1927 рр. В. Лазурський, очолюючи Українське бібліографічне товариство, провів ряд лекцій українознавчого змісту. На чергових зборах товариства В. та Н. Лазурські із сином Вадимом продекламували п'єсу Івана Франка.
Вагомий внесок у популяризацію літератури професор вніс як організатор гуртка художнього читання в Одеському будинку вчених. Перший досвід у цій справі набутий в 1919—1922 рр. при університетському літературному гуртку «Зелена лампа». Про це згадував Лев Славін у нарисі "Юрій Олеша — попередник знаменитого «Колективу поетів». За спогадами Л. Славіна, «гурток був заснований на цілком академічних засадах. Сама його назва має відтінок класицизму», але «дуже швидко старий шекспірознавець став схожий на кучера, у якого рвучко сіпнулися коні».
Члени гуртка популяризували західноєвропейську, українську та російську класику. Значну увагу Лазурські приділяли українській літературі й театру . Зокрема, в 1923—1924 рр. вони організували вечори українського мистецтва, на яких декламували вірші П. Тичини, О. Олеся, Т. Шевченка, говорили про самобутність української музики. В Одеському будинку вчених В. та Н. Лазурські проводили Шевченківські свята, на яких виступали із своїми доповідями. Через газетну періодику В. Лазурський спрямував українську культуру до наслідування найкращих зразків світової культури, модернізації, постійного самовдосконалення. У 1921 р. він закликав: «хто чим може, допоможімо українській сцені! Нехай українці пам'ятають, що на їхніх очах утверджується справа національної культури. Трудовому народу негоже відвертатися». Опубліковані у 20-х рр. праці стали вагомим внеском у вивчення взаємовпливу української, російської та західноєвропейської літератур і культур в цілому.
Із 20-х років духовним орієнтиром для подружжя Лазурських залишалася Марія Заньковецька. У грудні 1922 р. Володимир Лазурський зізнавався їй у листі: «для мене Ви — уособлення найкращих здобутків, яких може досягти в мистецтві український народ. Я дуже засмучений, що життя проходить і слабнуть творчі сили. Озирнімось навколо — вирує нове життя, а в нім усе найкраще, що ми могли дати людям. У новому українському світі Ви будете жити вічно. Для таких як Ви, немає старості, немає смерті». У 1928 р. він писав акторці: «з-поміж митців із мого оточення, двох я ціную понад усе: Толстого і Вас. Лев Толстой і його родина загалом прихильно ставилися до мене, однак інколи щемить серце, коли, переглядаючи його листи, натрапляю на зневажливу згадку про мене. У вашій дружбі я певний. Ви робили людей щасливими своїм мистецтвом, своєю любов'ю. Цього ніяк забути».
Ще більшим пієтетом та емоційністю пройняті листи Наталі Лазурської до актриси. Вона зверталася до своєї старшої подруги як до «моєї великої, незрівнянної подруги і вчительки, котрій я зобов'язана найкращими хвилинами і навіть годинами свого життя». У листах до М. Заньковецької 1920—1930-х рр. Н. Лазурська охоче ділилася своїми переживаннями і творчими планами. На початку 20-х вона писала, що після закриття українського театру змушена грати в російському Сибірякова: а тому "сумно і боляче, що за найпалкішого бажання віддатися рідній сцені довелося йти «в чужі люди». Лазурська відверто казала, «що пристрасть за яскравим чистим мистецтвом — це моя невгамовна жага, за яку ти колись полюбила мене і яка, зізнаюся, може померти тільки разом зі мною». Пізніше вона зауважила: «ніщо не змогло вбити мого прагнення до театру — давно в крові у мене цей театральний мікроб… Озираючись назад, я з сумом усвідомлюю, що кращу половину свого життя я змарнувала, не посвятивши сцені, що багато молодих сил залишилося в мені не використаними. Тепер вже їх не повернеш». Із листування Н. Лазурської можна дещо довідатися про її естетичні смаки. У 1930 р. вона, зокрема, писала, що не є палкою прихильницею Л. Курбаса, — «твори надто кінематографічні і поверхневі — я від драматичного мистецтва вимагаю більшої глибини й талановитих акторів, чого у трупі не вистачає».
Хоча в 1930-х році подружжя було викреслено з педагогічного середовища, однак Лазурські знаходили можливості творчо реалізовуватися. У 1935 р. в одному з листів В. Лазурський згадував, що «незважаючи на закриття товариства Костанді, колишні учасники зустрічаються». Хоча в меншому обсязі, однак діяв гурток художнього читання. В. Лазурський зазначав, що «в нас удома завжди юрмиться молодь, багато прихильників художнього читання». У 1933 році Н. Лазурська писала, що й далі заробляє улюбленою справою — мистецтвом, «багато в нас тепер праці — виступаємо щодня, без вихідних. І це щастя, а то б не було чим жити. Важкувато, але втягуємося».
Напередодні війни В. Лазурський повернувся до викладання мов і навіть отримав докторський ступінь без захисту дисертації. У 1942—1944 рр. він працював професором всесвітньої літератури і деканом філософсько-літературного факультету Одеського університету (в університеті також працював на посаді доцента агрономічного факультету його син Олександр). Завдяки зусиллям В. Лазурського до складу університету був включений Історико-археологічний музей; відроджено Одеське товариство історії і старожитностей; врятовано багато книг. У 1944 році Володимира Лазурського заарештували, однак справу незабаром було закрито після втручання двоюрідного брата його дружини, президента Академії Наук УРСР Олександра Богомольця. До самої смерті 1 травня 1947 він продовжував викладати в Одеському державному університеті ім. І. Мечникова. Після смерті чоловіка Наталя Лазурська переїхала до сина в Київ, однак кожен рік навідувалася до Одеси. Вона готувала до друку щоденникові записи про М. Заньковецьку, консультувала С. Дуриліна, автора монографії про М. Заньковецьку, написала спогади про С. Дуриліна і М. Кропивницького, клопотала про реставрацію надгробка на могилі М. Єрмолової, брала участь в журі київського міського огляду народної самодіяльності, після чого, за її словами, «була вражена талановитістю нашого народу». В очікуванні відгуків на свої книги, вона померла 1958 року в Києві.
Таким чином, у своїй діяльності професор Володимир Лазурський вийшов далеко за межі педагогіки і кабінетного науковця. Він подавав яскравий приклад багатогранної особистості, вченого з широким кругозором, нонконформіста щодо до панівних ідеологій і влад. Він умів поєднувати фундаментальне вивчення різних культур і мов зі служінням рідній українській культурі.
Життя і творчість Наталі Лазурської — полум'яний зразок емансипації жінки, успішна спроба піднести роль жіноцтва у культурному житті української нації. В Одесі вона була однією з найбільш активних і помітних жінок, яким вдалося позбутися тіні чоловіка, знайти свій імідж і власне співтовариство. Ба більше, вона мала істотний вплив на творче і світоглядне зростання чоловіка — Володимира Лазурського.
Родина Лазурських мала непересічний вплив на становлення багатьох великий особистостей, зокрема українських філологів Івана Романченка і Степана Кожум'яки, а також їхнього сина Вадима Лазурського — видатного художника-графіка, утвердження якого відбулося в Одесі в 1920-і рр. За ступенем духовної й творчої згуртованості доречно провести паралель між родинами Лазурських і Курисів, Тобілевичів і Лисенків, Тулубів і Старицьких, Косачів і Драгоманових. Їхня діяльність золотими літерами вписана у літопис минулого.